# Katia Mosconi
Katia Ines Mosconi (Aosta, 28 aprile 1973) è un'ex pattinatrice di short track italiana.

## Biografia
Nata ad Aosta nel 1973, a 20 anni ha partecipato ai Giochi olimpici di Lillehammer 1994 in tre gare: i 500 metri, dove è stata eliminata nella sua batteria, chiusa al 3º posto su 4 (passavano le prime due) in 47"90; i 1000 metri, anche in questo caso terminati con l'eliminazione in batteria, dove è arrivata 3ª in 1'41"51, e la staffetta 3000 metri, nella quale è uscita in semifinale, chiusa in 4ª posizione in 4'45"18, ma ha poi vinto la finale B in 4'34"46, concludendo con un 4º posto finale per la squalifica della Cina nella finale A (gareggiava insieme a Barbara Baldissera, Marinella Canclini, Mara Urbani (solo semifinale) e Katia Colturi (solo finale B)).